# Saison 1 de Boss
Chronologie
Saison 2
Cet article présente la première saison de la série télévisée américaine Boss.

## Synopsis
Tom Kane, maire de la ville de Chicago qu'il dirige d'une main de fer depuis 20 ans, apprend qu'il souffre de démence à corps de Lewy, une maladie dégénérative du cerveau qui va l'emporter en quelques années. Kane refuse cependant d'abandonner sa charge et prend toutes les dispositions pour suivre un traitement qui lui permettra de rester à son poste. Cependant, ses proches collaborateurs, Ezra Stone et Kitty O'Neill, remarquent des signes avant-coureurs : des absences, de mauvaises décisions sont prises, sans que personne fasse la remarque au tyran politique. Seule Meredith Kane, l'épouse du maire et fille de son prédécesseur à l'hôtel de ville, voit clairement que Tom lui cache quelque chose.
Kane prépare un nouveau coup : faire de Ben Zajac, le jeune trésorier d’État de l'Illinois, le prochain gouverneur. Il le soutient donc ouvertement face au gouverneur sortant, McCall Cullen, qui voit clair dans son jeu.

## Distribution
- Kelsey Grammer : Tom Kane, Maire de Chicago
- Connie Nielsen : Meredith Kane, l'épouse de Tom Kane
- Kathleen Robertson : Kitty O'Neill, l'assistante de Tom Kane
- Hannah Ware : Emma Kane, fille de Tom Kane
- Jeff Hephner : Ben Zajac, Trésorier de l'Illinois et candidat au poste de Gouverneur de l'Illinois
- Francis Guinan : Gouverneur McCall Cullen
- Nicole Forester (en) : Maggie Zajac, épouse de Ben
- Martin Donovan : Ezra Stone, conseiller spécial de Tom Kane
- Troy Garity : Sam Miller, journaliste au Sentinel

## Liste des épisodes
1. Les combattants de la lumière
2. Réflexe
3. Mon royaume pour un cheval
4. Dérapage
5. Rosebud
6. Crachat
7. Gel
8. L'heure du choix

### Épisode 1:Les Combattants de la lumière
- États-Unis : 21 octobre 2011
- France : 15 septembre 2012 sur OCS Novo

- États-Unis : 659 000 téléspectateurs[1] (première diffusion)

### Épisode 2:Réflexe
- États-Unis : 28 octobre 2011
- France :

- États-Unis : 391 000 téléspectateurs[2] (première diffusion)

### Épisode 3:Mon royaume pour un cheval
- États-Unis : 4 novembre 2011

- États-Unis : 268 000 téléspectateurs[3] (première diffusion)

### Épisode 4:Dérapage
- États-Unis : 11 novembre 2011

### Épisode 5:Rosebud
- États-Unis : 18 novembre 2011

### Épisode 6:Crachat
- États-Unis : 25 novembre 2011

### Épisode 7:Gel
- États-Unis : 2 décembre 2011

### Épisode 8:L'heure du choix
- États-Unis : 9 décembre 2011

- États-Unis : 510 000 téléspectateurs[4]